# BMP-1
El BMP-1 es un vehículo de combate de infantería soviético con capacidad anfibia, diseñado a finales de los cincuenta e introducido a principios de la década de los sesenta. BMP proviene de Boyevaya Mashina Pekhoty (en ruso: Боевая Машина Пехоты, que significa literalmente “Vehículo de Combate de Infantería”). Apareció públicamente por primera vez el 7 de noviembre de 1967, y reemplazó al BTR-50 en los regimientos de infantería motorizada que se encontraban en la primera línea de combate en Europa Oriental.
Se considera al BMP-1 como el primer VCI. Empezó a ser sustituido a partir de la década de los ochenta por su sucesor, el BMP-2. Fue usado por más de 40 naciones del globo, entre los que se encuentran países árabes, asiáticos, de Europa Oriental e integrantes del Pacto de Varsovia. Además existen una infinidad de versiones, modificadas localmente por sus numerosos usuarios para acondicionar el vehículo a su gusto. Participó en casi todas las guerras que hubo desde finales de los sesenta hasta hoy, un poco más de 10 conflictos armados, y todavía se encuentra en servicio en muchas fuerzas armadas que no han podido reemplazarlo completamente.

## Desarrollo
En los años cincuenta estaba bien claro que un hipotético conflicto bélico entre los países integrantes del Pacto de Varsovia y de la OTAN tendría carácter nuclear. El uso de armamento atómico, químico y biológico estaba muy avanzado, por lo que la infantería debería estar preparada para enfrentarse a la radiación y agentes bioquímicos del nuevo campo de batalla. Los blindados de la época ya estaban equipados con protección contra estas amenazas, comúnmente conocidas como NBQ (Nuclear, Biológico, Químico). Estos no tenían problemas porque su tripulación no tenía que salir a combatir exponiéndose al ambiente nocivo. En cambio, la infantería transportada en camiones y vehículos blindados ligeros estaba totalmente expuesta a estos peligros; era necesario ofrecerle un vehículo de transporte adecuado para preservar su integridad y darles la oportunidad de atacar sin necesidad de estar a merced de la contaminación química y radioactiva, o sea, atacando desde el interior del vehículo.
Además, la evolución de estos transportes tendía a armarlos con mejores cañones automáticos, misiles antitanques y mayor blindaje. Con estos nuevos requerimientos emitidos por la URSS a finales de la década de los cincuenta para el desarrollo de un vehículo de transporte de personal moderno, nacería el nuevo y revolucionario vehículo de combate de infantería soviético: el BMP.
El GBTU (Administración Principal de las Fuerzas Acorazadas) decidió someter a concurso el nuevo vehículo, presentándose en total 5 proyectos de 4 oficinas de diseño diferentes. Gavalov construyó los Obiekt 911 y 914. El primero era un diseño impulsado por orugas que incorporaba un sistema de ruedas retráctiles que estaban destinadas a su uso en carreteras. El segundo, menos ambicioso, solo usaba orugas. Briansk diseñó el Obiekt 1200 que sólo utilizaba ruedas. La Rubtsovsk presentó el Obiekt 19 cuya tracción consistía en un complicado sistema que adoptaba las ruedas como medio usual y que incorporaba unas orugas internas y retráctiles para ser usadas en terreno accidentado. Por último, la firma Isakov mostró su modelo Obiekt 765, que resultó vencedor.

## Diseño
El Obiekt 765 estuvo listo en 1961; era un vehículo de perfil bajo que ubicaba su motor en la parte frontal dejando espacio para el compartimiento de tropa en la parte trasera y alojando la torreta en el centro del techo del casco. 

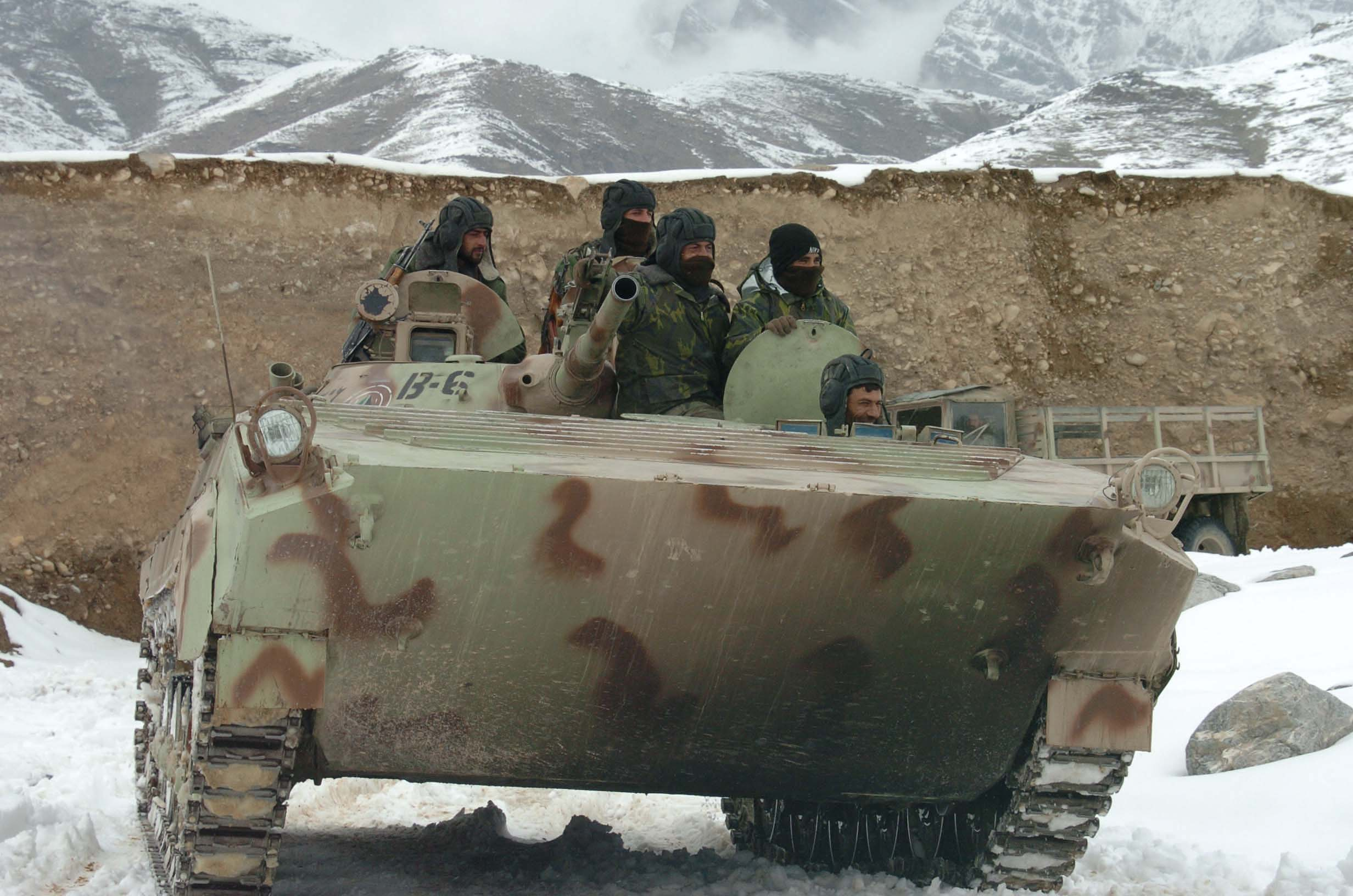
BRM-1K afgano.

Esta configuración aumentaba la supervivencia de la tripulación al encontrarse el bloque del motor en la parte delantera del chasis, agregándole protección contra ataques frontales y paliando el escaso blindaje del vehículo. Con la producción de los primeros modelos se inició un programa de pruebas intensivo que reveló algunas carencias que convenían ser matizadas en el modelo final para producción. La más significativa era el desequilibrio que producía la posición adelantada del motor a la hora de navegar por el agua, lo que provocaba que el BMP cabeceara hacia delante. Se solucionó alargando el chasis 25 centímetros en la zona delantera, proporcionando una cámara de aire y otorgándole mayor flotabilidad en esa zona. Con estas y otras mejoras se llegó finalmente al modelo BMP-1.

### Interior
El conductor se encuentra en la sección más adelantada, en un pequeño puesto ubicado en el lateral izquierdo, en el hueco dejado por el motor. Desde allí maneja el vehículo y gracias al asiento, puede hacerlo desde dentro, o en una posición más elevada que le permita llevar la cabeza fuera para mayor comodidad cuando pueda permitírselo. Para su control, se ha usado el actual sistema de horquilla, siendo el BMP el primer vehículo soviético en el que se utilizó. Para garantizar la protección NBQ, el puesto de conducción cuenta con diferentes periscopios que le evitan al conductor tener que sacar la cabeza para poder mirar en cualquier dirección. Además cuenta con un sistema de visión nocturna que utiliza un sistema activo de infrarrojos (ilumina con un foco IR) y que está acoplado a otro periscopio. Tras él se sienta el comandante de la escuadra y que dispone de un solo periscopio aunque más avanzado y móvil que además permite la combinación de modos día/noche. Justo sobre el mismo se encuentra el iluminador IR. Se le estima un alcance eficaz que ronda los 400 metros. Cabe señalar que este foco es bastante grande, lo cual combinado con el perfil bajo de la torreta provoca que el cañón tenga que elevarse al pasar por su zona dando lugar a un ángulo muerto en el que no se puede apuntar. 

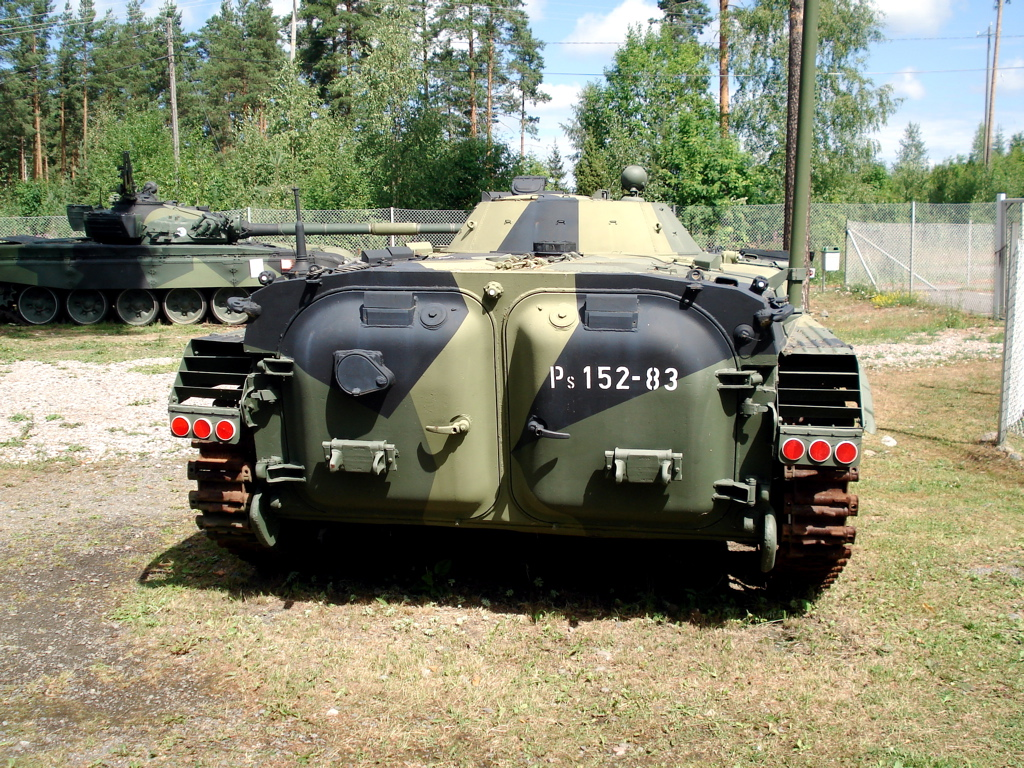
Vista trasera de un BMP-1 en donde se pueden apreciar las dos compuertas para el ingreso y salida del compartimiento de tropa.

 Sobre la zona central, un poco desplazada a la parte trasera se encuentra la torreta que sigue la línea de diseño de este VCI; es muy plana y discreta. Dentro se ubica el artillero desde donde puede operar las armas y donde goza de cierto espacio. Finalmente y en la parte trasera se encuentra el habitáculo para el resto de la escuadra. Tiene una capacidad teórica para 8 soldados sentados en 2 filas de 4 miembros, aunque en la práctica, estos 8 van excesivamente apretados y se suele optar por introducir sólo 6. Entre ellos se encuentran las baterías del vehículo y el tanque de combustible. En este vehículo se tuvo bien presente el hecho de no exponer a los soldados al desmontar y para ello se dispusieron 2 portones que constituían la totalidad de la superficie vertical trasera. Gracias a ellos, los soldados podían salir cubriéndose con ellos y una vez fuera no tenían problemas para ocultarse tras el vehículo. No obstante también se incluyeron 4 escotillas sobre el habitáculo para una posible evacuación por la zona superior o simplemente para una mayor ventilación. Estas llegaron a ser usadas para tal fin en zonas con clima caluroso, ya que el BMP-1 no posee un sistema de aire acondicionado.

### Movilidad y protección
El motor UTD-20 con el que está equipado es un diésel de 6 cilindros refrigerado por agua, que ofrece 300 caballos y con él se movían 2 orugas con 8 ruedas internas cada una. Estas orugas también se utilizan en la navegación por agua, ya que el BMP prescinde de cualquier otro sistema de propulsión. El sistema de conducción ofrecía una horquilla que sustituía a las tradicionales palancas y que facilitaba la conducción. Cuenta con 5 marchas hacia delante y 1 hacia atrás, desarrollando una velocidad máxima sobre terreno llano que puede superar los 65 km/h. Esto se debe en gran parte a que es bastante ligero ya que aunque fue diseñado para poder hacerle frente a los carros blindados de la época, el BMP tiene un débil blindaje suficiente para hacer frente al fuego de armas cortas, pero incapaz de retener cualquier proyectil de carga hueca (HEAT), de ametralladoras pesadas, cañones ligeros y las cada vez más populares granadas RPG. 
La cabina para los soldados se encuentra protegida con 16 mm de espesor, teniendo un máximo 
de 19 en la estructura general del chasis, 23 en la torreta, y 33 en la parte frontal del 
vehículo. Esto significa que puede llegar soportar los impactos de ametralladoras .50 en 
los laterales y quizás de cañones automáticos de 20 mm en el frente 
del casco.

### Armamento
La verdadera capacidad ofensiva del BMP-1 se encuentra en su armamento fijo instalado en la torreta. Como arma principal equipa el cañón sin retroceso 2A28 Grom de 73 mm con una elevación de entre -4º° y +33.º

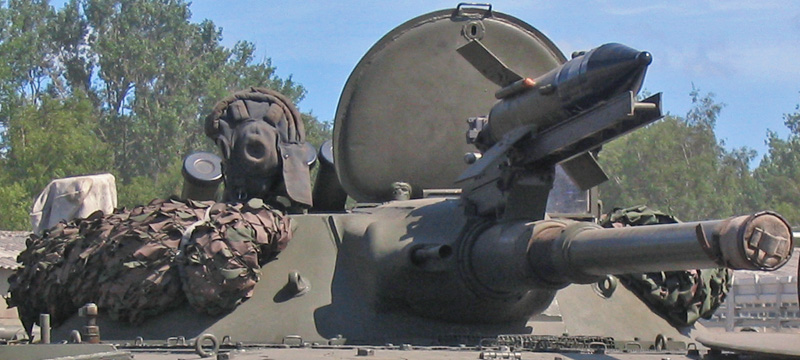
Torreta de un BPzV-1, versión de reconocimiento del checoeslovaco BVP-1.

 Este cañón es bastante parecido a un SPG (Self Propelled Grenade, granada autopropulsada) y concretamente usa la munición PG-15V idéntica a la del SPG-9 aunque con una pequeña carga que la expulsa del cañón antes de iniciarse el cohete de la misma. Concretamente esta munición está orientada contra blindajes, y más adelante se incorporó otra complementaria con mayor cantidad de explosivo y orientada como multipropósito (antipersonal y estructuras). En total puede cargar con 40 proyectiles. Valorando esto, podemos ver que el Grom no es un cañón en sí y su eficacia dista mucho de los cañones tradicionales. Se basa en una granada con una velocidad bastante limitada (lo que dificulta la puntería) y bastante susceptible de desviarse, amén de tener un alcance limitado, además, el propio cañón no está estabilizado. Todo esto limita al  Grom a un alcance eficaz teórico de 800 metros, y que en la práctica se reducen a unos 500. No obstante, en caso de acierto, estas granadas pueden penetrar hasta 280 mm de blindaje de acero. Otro problema provocado por la baja silueta del BMP es que su cañón se encuentra ubicado a una altura apenas superior que la de un soldado normal, y como consecuencia puede herir a soldados amigos que se encuentren delante del vehículo. Para evitarlo se modificaron las técnicas de avance de la infantería, pero aun así supone un peligro. 

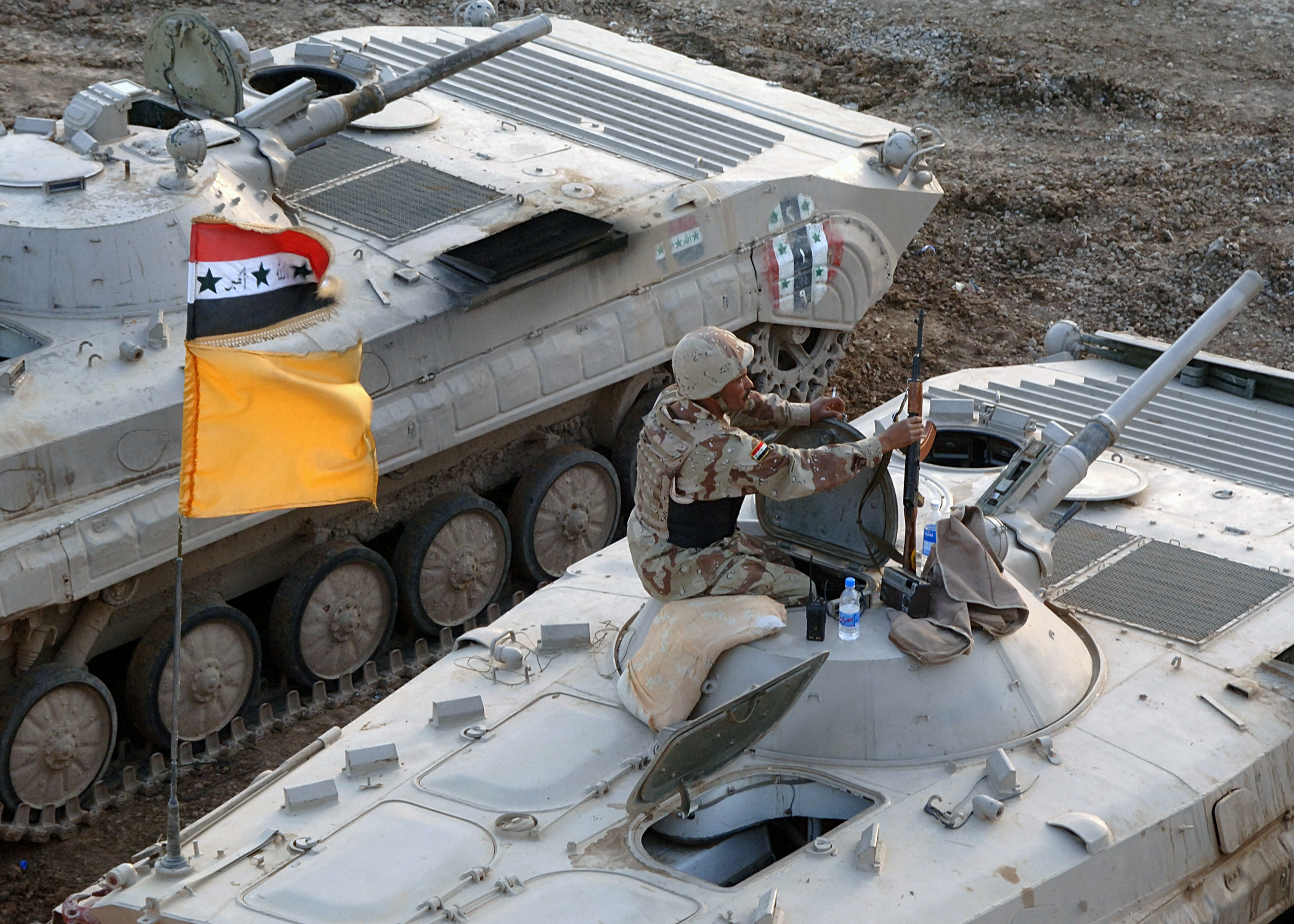
Dos BMP-1 iraquíes en el desierto.

 Para su recarga se incluyó un cargador automático, aunque es bastante sensible a las vibraciones y un poco incómodo para el artillero, tendiendo a trabarse si hay demasiado movimiento y requiere que el cañón se encuentre en posición deprimida para poder usarse. Todo esto hace que el artillero se deshaga de él siempre que pueda, logrando incluso mayores velocidades de recarga. Muchos ejércitos los eliminaron tras importar el BMP. 
Complementariamente y para otorgarle al BMP-1 una defensa eficaz contra carros blindados se le dotó del misil anticarro 9K11 Malyutka (AT-3 Sagger según la designación OTAN). Este va montado en un raíl que se encuentra a lo largo del cañón y posee un alcance de unos 3.000 metros, aunque el efectivo quedaba bastante por debajo. Los primeros misiles rusos de la serie AT aún se basaban en los misiles anticarro alemanes de la Segunda Guerra Mundial y este concretamente usaba el sistema MCLOS (Manual Command to Line of Sight, comando manual visual) que requería que el artillero lo controlase en todo momento mediante una palanca. El sistema consistía en observar el blanco a través de una retícula y mantener en la línea de visión al misil. Este método dejaba mucho que desear y el misil demostró ser bastante ineficaz. En el BMP-1 tenía un total de 4 de estos misiles, que una vez disparados se recargaban por una pequeña abertura que se encuentra justo encima del cañón. Complementando a este armamento no podía faltar una ametralladora coaxial, concretamente una PKT de 7,62 mm. Finalmente, también se incluía un lanzador SAM portátil de la familia Igla-Strela, que podía ser disparado por un soldado asomado a una de las escotillas verticales, y opcionalmente un RPG-7. Estos no formaban parte del armamento y tenían que ser usados por un soldado de forma tradicional.
Estaba claro que la principal defensa del BMP contra otros carros, el misil AT-3, era poco efectivo y ello suponía una grave deficiencia que debía ser subsanada, pero cuando se desarrolló este VCI era lo mejor que había. A mediados de los setenta se desarrollaron los nuevos misiles AT-4 Spigot y AT-5 Spandrel. Estos incorporaban el novedoso sistema de guía SACLOS (SemiAutomatic Command to Line Of Sight, comando semiautomático visual) que liberaba al artillero de tener que guiar manualmente el misil, teniendo que limitarse únicamente a mantener el objetivo dentro de un visor, encargándose un sistema electrónico de comparar la trayectoria del misil (a través de la energía infrarroja que desprendía) con la línea en la que apuntaba el visor corrigiendo constantemente posibles desviaciones del misil y pudiendo seguir a un objetivo en movimiento (el anterior sistema MCLOS también podía seguirlos). Estos nuevos misiles solo diferían el uno del otro en que el AT-5 era mayor y con más alcance, consiguiendo ambos una posibilidad de acierto del 90%. No obstante, la mayor complejidad y tamaño del sistema completo obligaba a desplazarlo desde el cañón a la parte alta de la torre. En este caso todos los elementos iban juntos en el lanzador 9P135, para que este fuese modular y pudiese equiparse en otros vehículos, por lo que no se preveía su uso particular en el BMP-1 que anteriormente gozaba de la capacidad de tiro desde dentro de la torre. Ahora el artillero se veía obligado a salir fuera para cargar el misil, dispararlo y guiarlo hasta su objetivo, aunque desde luego, seguía siendo mucho más ventajoso que su predecesor AT-3. El nuevo misil AT-4 también introdujo algunas mejoras en su cabeza de guerra que permitía mayor penetración con una menor carga de explosivos y si bien su alcance era de sólo 2.000 metros seguía siendo preferible al AT-3. Además, la introducción del AT-5 eliminó ese resquicio aumentando su alcance a 4.000 metros.
Como medidas defensivas el BMP equipa un generador de humo que funciona inyectando combustible en los gases de escape del motor y en las últimas unidades se incluyen los clásicos lanzafumígenos.

### Innovaciones y peculiaridades
Como se ha dicho antes, uno de los principales requerimientos para el nuevo transporte de tropa era tener capacidad para operar en ambientes contaminados salvaguardando la seguridad de sus ocupantes a la vez que se les permitía atacar desde dentro (sin contar el armamento fijo que tiene el propio vehículo). Para solventar el primer requerimiento, el BMP-1 incorpora una multitud de sistemas y dispositivos para evitar la entrada de cualquier contaminante. El primero y más importante, aunque simple, es el de crear una sobrepresión interna, de modo que en caso de que se produzca cualquier abertura en el casco, ya sea por un proyectil, o al recargar el cañón, el aire salga al exterior de forma constante evitando la entrada del aire contaminado. Respecto a la recepción del aire exterior, antes de ser introducido en los habitáculos es purificado por filtros químicos y centrífugos garantizando unos niveles de pureza aceptables. También cuenta con detector de radiación y agentes químicos GO-27 y con dos equipos de descontaminación química TDP. 
Al comienzo la capacidad NBQ contradecía un poco con la de permitir a los soldados atacar desde el interior, y aunque fue solventada, se limitó aún más la escasa eficacia de disparar un fusil incómodamente desde el interior de un vehículo. De todos modos se dispuso a cada lado del chasis en la zona trasera unas troneras especialmente preparadas para que los fusiles AK-47 o AK-74 se adaptasen a ellas con un movimiento rápido evitando así el descenso de presión dentro del BMP. Una vez acopladas estas se pueden mover libremente dentro de unos límites. Además, para evitar que el ambiente interno se colapse del humo de los disparos se le adapta también un tubo extractor que se encarga de expulsarlos. Finalmente se les incorpora un recoge casquillos que cuyo propio nombre indica, su función es recoger a éstos y evitar que golpeen al soldado que se siente al lado. Para poder usar también la ametralladora PK que suelen llevar las escuadras, hay una tronera especialmente adaptada a ella. Para poder apuntar, cada soldado dispone de un sencillo periscopio y de una mira de cristal blindado en la tronera, pero dado el poco espacio disponible, es imposible apuntar con precisión usando las miras de la propia arma. Un detalle interesante es que todos los periscopios contaban con un sistema de calefacción para evitar el empañamiento y formación de escarcha sobre las superficies ópticas.

## Versiones

### Rusia(ExURSS)
- BMP (Obiekt 765sp1) - Primeras unidades con frente del casco más corto, construidas entre 1966 y 1969. En occidente también es conocido como BMP-A.[1]
- BMP-1 (Obiekt 765sp2) - Versión de producción estándar, construidos desde 1969 hasta 1973. El modelo 200 kg más pesado Obiekt 7654sp3 fue construido hasta 1979.
- BMP-1K (Obiekt 773) - Versión de comando del BMP-1 con dos radios R-123M (BMP-1K1 y BMP-1K2) o una R-123M y una R-130M (BMP-1K3). Solo cuenta con un portillo a cada lado del casco para hacer fuego desde el interior del vehículo.[1]
- BMP-1P (Obiekt 765sp4/5) - Lleva montado la plataforma lanzamisiles 9P135 del "Fagot" (AT-4 Spigot), además de 6 lanzafumígenos y blindaje adicional kovriki en la torreta. Entró en servicio en 1979. 
  - BMP-1PG (granatomyot) (Obiekt 765sp8) - Versión mejorada con lanzagranadas automático AG-17 "Plamya" montado en el lado izquierdo de la torreta.
  - BMP-1PS - Esta es una versión muy extraña equipada con el dispositivo AV-1, el cual se encuentra en el habitáculo del comandante, y que sirve para dañar los sistemas ópticos del enemigo.
- BMP-1PK - Versión de comando del BMP-1P, equipada con dos sets de radios R-123M. Las versiones derivadas de este modelo son el BMP-1PK1 y BMP-1PK3 con mástil telescópico.
- BMP-1KShM "Potok-2" (Obiekt 774) (komandno-shtabnaya mashina) - Versión de comando con sets de radios R-137 o R-140 o R-145. El arma principal ha sido reemplazada por el mástil telescópico AMU y en el techo de la parte trasera del casco hay un generador portátil AB-1P/30 de 1kW. Modelo típicamente usado a nivel de regimiento.
- MP-31 - Similar al BMP-1KSh pero con un generador de 5kW. Es parte del sistema automatizado de control del campo PASUV "Manyevr".
- BRM-1 (Obiekt 676) (bronirovanaya razvedyvatel’naya mashina) - Vehículo de reconocimiento, tiene un radar de vigilancia 1RL-133/PSNR-5K, buscador láser 1D8, sistema de navegación TNA-3 y radios adicionales R-123M, R-130M, R-148 y R-014D. Un BRM-1 asignado por compañía; la tripulación es de 6 hombres.
  - BRM-1K - Modelo mejorado con lanzafumígenos a cada lada de la torreta.
- BREM-2 (bronirovannaya remonto-evakuatsionnaya mashina) - Vehículo de recuperación.
- BREM-Ch - Designación soviética para el vehículo de recuperación VPV, de fabricación checoeslovaca. Erróneamente llamado BREM-4.
- PPO-1 (podvizhnyi punkt obucheniya) - "Puesto móvil de entrenamiento" sin la torreta pero con 8 estaciones de entrenamiento, provisto de dos periscopios TNPO-170 y un visor MK-4.
- PRP-3 "Val" (Obiekt 767) (podvizhniy razvedyvatel’niy punkt) - "Puesto móvil de reconocimiento", usado por la artillería para dirección del fuego; incluye un radar de vigilancia 1RL-126 (SMALL FRED) sistema de visión nocturna 1PN29.  El armamento consiste en una ametralladora 7,62 mm y un mortero 2P130 de 90 mm con 20 proyectiles de iluminación. Un PRP es asignado a todo un batallón de artillería.
- PRP-4 "Nard" (Obiekt 779) (podvizhniy razvedyvatel’niy punkt) - Versión mejorada del PRP-3 con visor térmico 1PN59, visor nocturno pasivo 1PN61 y radar retráctil de vigilancia del campo de batalla 1RL-133 (TALL MIKE). 
  - PRP-4M "Deyterij" - Versión modernizada con visor térmico 1PN71.
  - PRP-4MU - Última mejora de los modelos anteriores.
- RM-G (Obiekt 507) (remontnaya mashina - gusenichnaya) - Vehículo de reparación producido en 1990; sólo un pequeño número de unidades construidas.
- Berezina - BMP-1 modificado para transporte civil, con las secciones de la tripulación y compartimiento de tropa vidriados.[1]
- Zaisan-2 - BMP-1 modificado para transporte civil.[1]

### Afganistán
- BMP-1 con la torreta reemplazada por un montaje antiaéreo bitubo ZU-23-2.

### Alemania
- BMP-1 SP-1 - Designación del Ex-Nationale Volksarmee (Ejército de Alemania Oriental) para el BMP (Obiekt 765sp1).
- BMP-1 SP-2 - Designación del Ex-Nationale Volksarmee para el BMP-1 (Obiekt 765sp2).
- BMP-1P/c - Designación del Ex-Nationale Volksarmee para 151 BMP-1P que fueron construidos en la antigua Checoslovaquia.
- BMP-1P/d - Designación del Ex-Nationale Volksarmee para la versión localmente mejorada del BMP-1. Es exteriormente idéntico al BMP-1P/c pero sin los montajes para el KMT-10.
- BMP-1A1 Ost – Después de la reunificación, el ejército de Alemania Occidental modificó 578 vehículos (principalmente los modelos P) para estandarizarlos a las normas de seguridad Occidentales. Los tanques de combustible que se encontraban en las puertas traseras fueron rellenados con espuma y los vehículos fueron provistos de nuevas luces de conducción y espejos retrovisores. 350 vehículos de esta versión fueron vendidos a Grecia, quien luego los equipó con una ametralladora .50 y modificó la torreta. En 2006, Grecia transfirió 32 vehículos al nuevo ejército Iraquí.
- BMP-MTP - Designación del Ex-Nationale Volksarmee para el vehículo de recuperación VPV.

### AntiguaChecoslovaquia

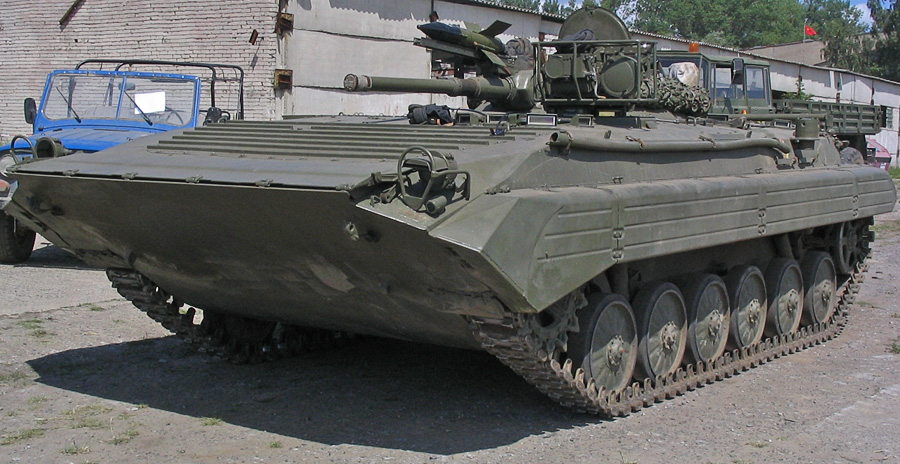
BPzV-1 "Svatava". Esta versión de reconocimiento reduce su tripulación a 5 hombres.

- BVP-1 – Versión de producción checoeslovaca del BMP-1.
- BVP-1K – Versión de comando del BVP-1.
- BPzV "Svatava" – Vehículo de reconocimiento basado en el BVP-1.  Provisto de un sistema pasivo de observación en la estación del comandante, un radar PSNR-5K y un sistema de observación NNP-21. Lleva una tripulación de 5 hombres.
- Vz.85 ShM-120 PRAM-S (samohybný minomet) – Vehículo de artillería armado con un mortero de 120 mm, cuyo rango es de 8 km.
- VPV (vyprošťovací pásové vozidlo) – Vehículo de reconocimiento. Muchos VPV están basados en el BVP-2.
- SVO (samohybný výbušný odmínovač) – Vehículo barreminas con plataforma para 24 cohetes Cv-OŠ-SVO de 245mm, los cuales tienen un máximo alcance de 530 metros. El operador se ubica en una estación en la parte trasera del casco, a la derecha.
- OT-90 – Variante APC con torreta de OT-64 (armado con un KPVT de 14,5mm y una PKT de 7,62mm); sin capacidad anfibia.
  - "Bouře III" – Vehículo para operaciones especiales con sistema de altavoces.
  - DTP-90 (dílna techniké pomoci) – Versión de mantenimiento del OT-90.
  - DTP-90M (dílna techniké pomoci) – Versión más especializada de mantenimiento con grúa.
  - DP-90 (delostřelecká pozorovatèlna) – Versión del OT-90 en vehículo de dirección de fuego de artillería. Es un simple BVP-1 pero con el cañón removido.
  - MU-90 (minový ukladač) – Versión del OT-90 en vehículo planta-minas. La torreta ha sido retirada y el compartimiento de tropa fue modificado para llevar 100 minas antitanque PT Mi-U y PT Mi-Ba-III.
  - OZ-90 o OT-90ZDR (zdravodny) – Ambulancia blindada; exteriormente es un BVP-1 sin torreta.
  - VP-90 (velitelska pozorovatèlna) – Versión de comando y reconocimiento del OT-90, equipado con radios R-123M, R-107T y RF-10.
  - ZT 90 – Vehículo blindado de recuperación basado en el OT-90.[1]
  - ZV-90 – Estación de carga para baterías de tanques y camiones.

### Bulgaria
- BMP-1KShM-9S743 – Versión búlgara del MP-31 con cambios menores.

### China

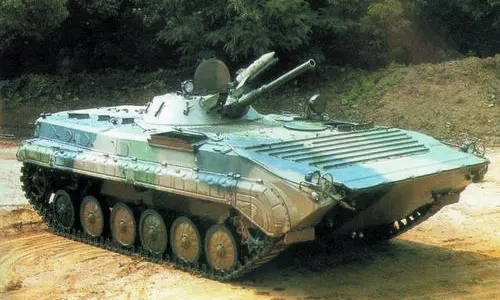
Tipo 86, versión china del BMP-1.

- Tipo 86 (WZ-501) - Variante china del BMP-1 provisto de un motor Tipo 6V150, set de radios A-220A e intercomunicador A-221A.  Tiene una ligera reducción en el peso y en la velocidad máxima en carretera. Posee un cañón de presión baja similar al 2A28 "Grom" y un misil antitanque parecido al Sagger. El Tipo 86 es completamente anfibio e incorpora un nuevo sistema NBQ y equipamiento de visión nocturna infrarrojo para el comandante, conductor y artillero. El peso en orden de combate es de 13,3 toneladas. Algunos de estos vehículos fueron armados con un nuevo cañón de 30 mm.
  - WZ-501 - Equipado con sistemas anti-NBQ; utilizado para reconocimiento NBQ.[1]
  - WZ-501 - Ambulancia blindada con camillas en el compartimiento trasero.[1]
  - YW-501 - Versión de exportación del Tipo 86 (WZ501).
  - Tipo 86Gai - Modelo modificado con kit anfibio y lanzafumígenos.
  - Tipo 86A - Con nuevo motor y caño de escape.[1]
  - Tipo 86B - Versión para la infantería de marina, con casco ligeramente más alto y kit anfibio.
  - WZ-501A - Equipado con un cañón automático de 25 mm y una lanzadera de misiles antitanques en la torreta.[1]
  - WZ-502 - Provisto de un mortero.
  - WZ-503 -  Convertido en APC, sin torreta y con un casco más alto. Incrementa el número de pasajeros de 8 a 13 personas. En el lugar de la torreta con el cañón, se encuentra una ametralladora pesada 12,7 mm como el arma principal del vehículo.[1][2]
  - WZ-504 (HJ-73, Tipo 504) - El compartimiento de tropa ha sido reemplazado por un compartimiento de armas, equipado con 4 lanzaderas retráctiles de misiles antitanque HJ-73 "Red Arrow 73" montadas bajo el techo de la misma. Cuando no es disparada, la plataforma lanzamisiles se esconde dentro del compartimiento.[1][2]
  - WZ-505 - Armado con un cañón automático de 25 mm y una ametralladora coaxial Tipo 59 de 7,62 mm.[1]
  - WZ-506 - Puesto de comando blindado, utilizado por comandantes de divisiones o regimientos. El compartimiento de tropa puede alojar a 6 personas, 4 radios y un generador eléctrico auxiliar. Es fácilmente reconocible por las cuatro antenas de radio que posee.[1][2]

### Eslovaquia

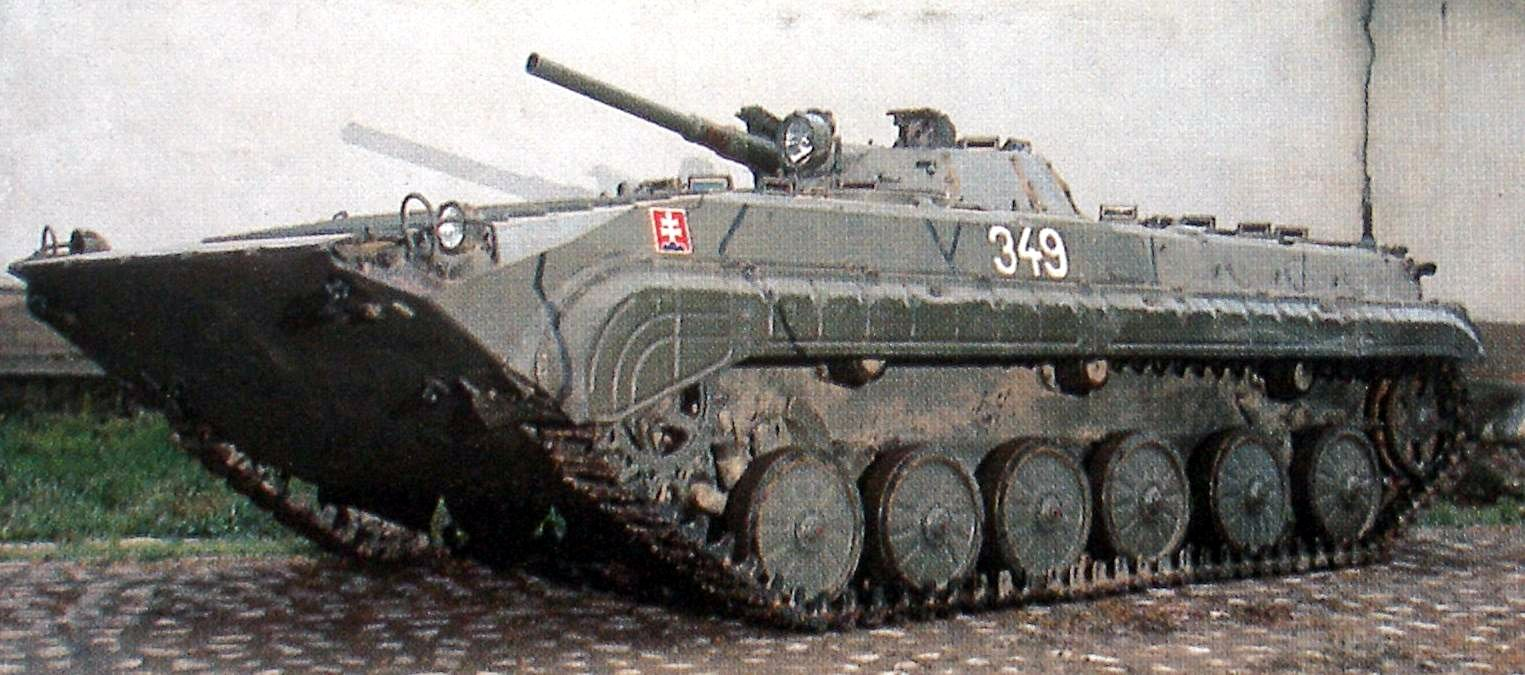
BVP-1 del Ejército Eslovaco.

- OT-90M "Zarmod" - OT-90 eslovaco modernizado con capacidades anfibias.
  - BVP-1M – Designación alternativa del OT-90M "Zarmod".
- DPK (delostrelecký prieskumný komplet) – Vehículo de observación de artillería de avanzada, con cámaras térmicas y CCD; desarrollado en 1994.
- ZDR – Vehículo ambulancia blindado utilizado por el Ejército Eslovaco, con el compartimiento de tropas modificado para llevar 4 camillas.[1][3]

### Finlandia
- BMP-1PS – Finlandia ha modificado todos sus BMP-1 y BMP-1P, a los modelos BMP-1PS y BMP-1K1. El anterior es similar al BMP-1P original pero se le han agregado cuatro lanzafumígenos Wegmann de 76 mm en el frente derecho de la torreta y dos morteros Lyran de 71 mm en el frente izquierdo de la torreta.
- BMP-1TJ - Vehículo de observación de artillería.
- BMP-1TJJ - Vehículo de observación de artillería.

### India
- BMP-1 con una ametralladora antiaérea Bren montada en la parte trasera de la torreta.

### Irán
- Boragh - BMP-1 o Tipo 86 (WZ-501), que mediante técnicas de ingeniería inversa ha sido convertido en un transporte blindado de personal. Es muy similar al WZ-503 chino. Tiene un motor diésel V-8 turbocargado que le otorga una potencia de 330 hp. Las ruedas de rodadura son las del M113 norteamericano. El peso en orden de combate se redujo a 13 toneladas. Otras mejoras son la mayor velocidad que puede desarrollar en carretera y el blindaje más grueso que posee. El número de pasajeros se incrementó de 8 a 12 soldados. La torreta y el cañón de 73 mm han sido sustituidos por una ametralladora pesada DShK 1938/46 de 12,7 mm, la cual sirve como arma principal del vehículo y que cuenta con 1000 cartuchos.[1]
  - Boragh APC con escudo protector alrededor de la DShK 1938/46.[1]
  - Boragh convertido en VCI. Armado con un cañón de 30 mm.[1]
  - Boragh armado con una torreta individual con el sistema anticarro Toophan.[1]
  - Boragh armado con un mortero de 120 mm.
  - Boragh convertido en un vehículo amunicionador.
  - Raad-1 (Trueno-1) - Boragh APC provisto de una torreta de 2S1 Gvozdika.[1]
  - Raad-2 (Trueno-2) - Boragh APC provisto de una torreta de diseño similar a la del obús autopropulsado M109A1; está equipado con un cañón HM44 de 155 mm fabricado por la instalación Hadid, de la Organización de Industria de Defensa Iraní. El cañón es exactamente igual al obús M185 de 155mm/39 del M109A1.[1]
  - Cobra - Boragh armado con un arma antiaérea de 23 mm.[1]

### Irak
- Saddam I - BMP-1 iraquí mejorado que fue mostrado en una exhibición en Bagdad. Probablemente nunca entró en producción debido a que la armadura adicional que se le fue agregando (faldones para las orugas y protección más gruesa en la parte superior de los lados del casco) sobrecargó el chasis, y el reemplazo del motor por uno más potente para mantener la alta movilidad que caracteriza al vehículo estaba fuera del alcance del proyecto.
- Saddam II - BMP-1 iraquí mejorado con blindaje adicional en la parte superior de los costados del chasis e incorporación de una caja ATU instalada en el lado izquierdo de la parte posterior del casco. Estos vehículos fueron mayormente usados por la Guardia Republicana Iraquí.

### Israel
- BMP-1 provisto del sistema de morteros CARDOM 120/81 mm producido por Soltam Systems.

### Polonia

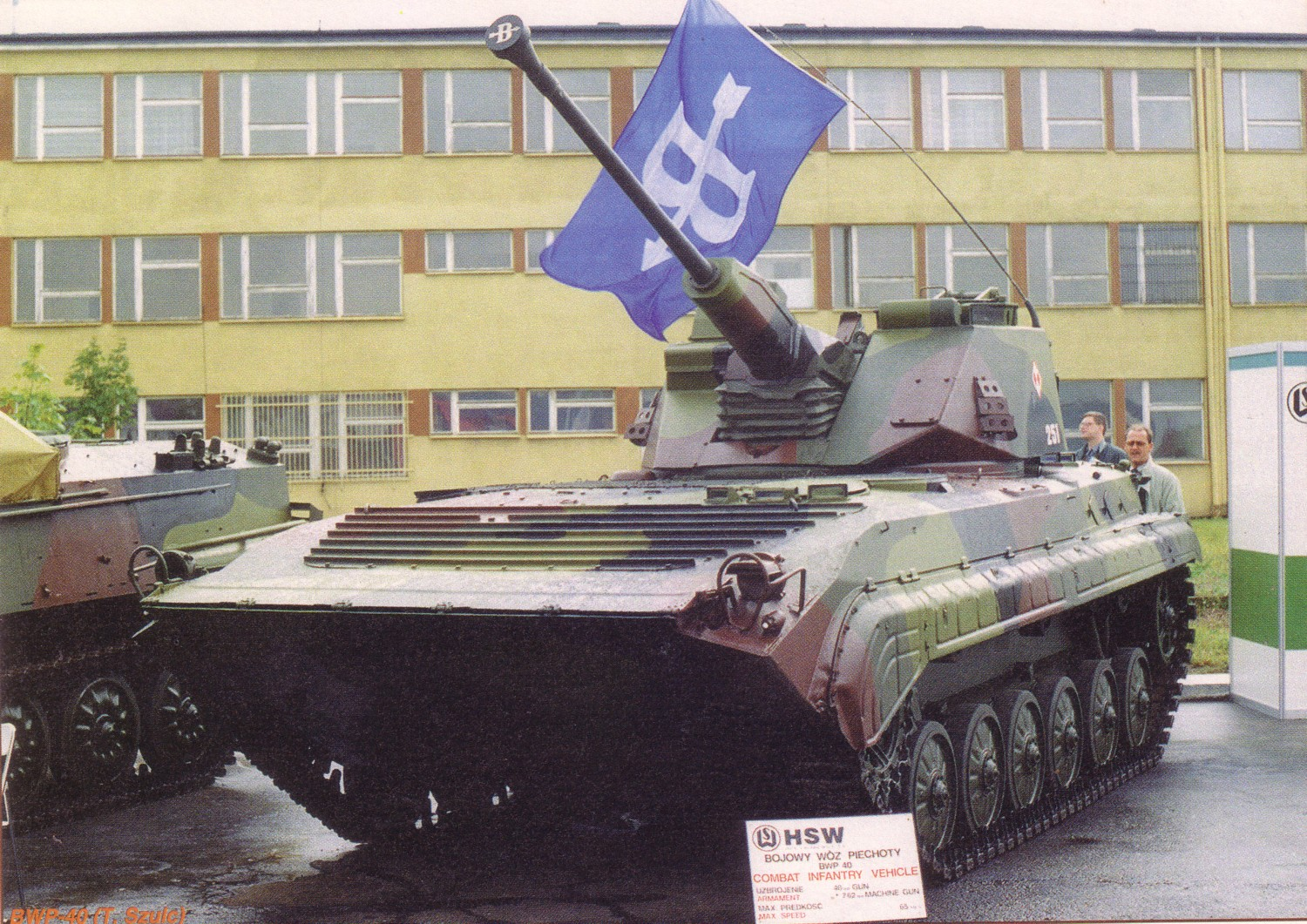
Prototipo polaco BWP-40 en exhibición.

- Prototipo polaco BWP-40 en exhibición.BWP-1 (Bojowy Wóz Piechoty "Vehículo de combate de infantería") - Designación polaca del BMP-1.
- BWR-1S (Bojowy Wóz Rozpoznawczy "Vehículo de combate de reconocimiento") - Designación polaca del BPzV.
- BWR-1K (Bojowy Wóz Rozpoznawczy "Vehículo de combate de reconocimiento") - Designación polaca del BRM-1K.
- BWR-1D (Bojowy Wóz Rozpoznawczy "Vehículo de combate de reconocimiento") - Designación polaca alternativa del BRM-1K.[1]
- BWP-1M "Puma 1" -  Modernización polaca del BWP-1.
  - BWP-1 "PUMA E-8" - Modernización polaca del BWP-1 con nueva torreta E-8.
  - BWP-1 PUMA RCWS 30 - Modernización polaca del BWP-1 con torreta RCWS-30.
- BWP-40 - Híbrido BWP-1/CV9040 polaco. Torreta CV9040 montada en el chasis del BWP-1. Fue diseñado a principios de los noventa y el prototipo estuvo listo en 1993. No fue producido en masa.
- BWP-95 - BWP-1 equipado con un cañón de 23 mm y una ametralladora pesada en un mantelete del frente de la torreta. También posee lanzafumígenos MB a cada lado de la torreta. Para incrementar la protección del vehículo se le ha agregado blindaje reactivo ERA en el frente de la torreta, y al frente y costados del chasis. Este modelo nunca pasó la etapa de prototipo.[1]
- ZWDSz 2 (zautomatyzowany wóz dowodczo sztabowy) - MP-31 modernizado, provisto de nuevo equipamiento, incluyendo los equipos de radio TRC 9500 (VHF) y RF-5200 (HF), una computadora TDR-20K, teléfonos AP-82, AP-92 y CAT-U. Además incluye un generador RK-128/2 y el mástil telescópico fue eliminado.

### República Checa
- BVP-1MA - BVP-1 checo modernizado con torreta alemana Kuka E8 y armado con un cañón automático Bushmaster II de 30mm.[3]
- AMB-S (ambulantné vozidlo) – Ambulancia blindada con el compartimiento de tropas más amplio y espacio para 4 camillas.
  - OT-90M1/M2/M3 - OT-90 checo modernizado con capacidades anfibias.
- BVP-1PPK o PzPK "Snĕžka" (průzkumný a pozoravací komplet) – Variante checa para dirección de fuego de artillería que posee un brazo hidráulico de 14 metros que monta equipos de observación, y un radar de vigilancia BR 2140 de banda-X. Entró en servicio en 1997.[4]
- OT R-5 "Bečva" (obrnený transportér radiovůz) – Vehículo de comando fabricado localmente, con compartimiento de tropa más grande y equipado con radios HV/VHF R-130, R-123, R-173, RF-10 y RDM 61M. El arma principal consiste en una ametralladora pesada 12,7mm DShK-M. La tripulación de esta variante es de 5 personas. 
  - OT R5M
  - OT R5M1p
- MPP 40p BVP (mobilní prístupová provozovna) – Vehículo de señales checo basado en el chasis del AMB-S; entró en servicio en 2002. Está provisto de una radio RF 1301 (1W), dos RF 1325 (25W), una NM 1301, una radio HF R-150S, un teléfono TR 13, un TS 13, cuatro TD 13, un RM 13, un dispositivo de navegación GPR 22, diez teléfonos analógicos TPA 97 y cuatro TPD 97 digitales.[5][6]
- LOS (light observation system) – Vehículo de reconocimiento fabricado localmente con dispositivos de observación día/noche en un mástil retráctil, sobre una torreta de BMP-2. Además el LOS está equipado con un GPS, un generador y una computadora.

### Rumania
- MLI-84 – Versión rumana modificada del BMP-1.

### Suecia
- Pbv 501A (pansarbandvagn) – Entre 1999 y 2001, la VOP 026 Šternberk de la República Checa modificó 350 vehículos del NVA para el ejército sueco. El vehículo fue equipado con nuevos bastidores de armas, luces de conducción y faldones para las orugas, además se eliminó el sistema de misiles anticarro 9K11.

## Historial de combate
Véase también: Historial operacional del BMP-1

### Unión Soviética/Rusia
El BMP-1 entró en servicio con el ejército soviético en 1966. El BMP-1 fue visto por primera vez por los occidentales durante el desfile militar del 7 de noviembre de 1967 en Moscú. Su aparición creó un gran revuelo en Occidente, donde los APC ligeramente armados seguían siendo la norma para el transporte y el apoyo de infantería en el campo de batalla.
En el ejército soviético, los BMP-1 se emitían típicamente a las divisiones de rifles motorizados y los regimientos de rifles motorizados de las divisiones de tanques, donde reemplazaban los BTR-152, BTR-50P y algunos APC BTR-60P.
Actualmente, los BMP-1 y los vehículos basados en él son utilizados por el ejército ruso y las tropas de seguridad interna del Ministerio del Interior de Rusia (MVD).

### Afganistán
Luego de 6 años de su debut, el BMP-1 volvía a entrar en combate en un conflicto de relevancia, pero esta vez siendo operados por los rusos en la guerra de Afganistán. Ya se contaba con la experiencia de los anteriores usuarios árabes, pero en esta ocasión surgieron nuevos problemas. Ahora el BMP se enfrentaba a la guerrilla cuyas técnicas nada tienen que ver con el combate abierto. La topografía de Afganistán era bastante accidentada, lo cual posibilitaba el combate en diferentes niveles. Los Muyahidín solían ocultarse en las cuevas de las montañas y atacaban desde las alturas, lo cual suponía un grave impedimento para el cañón Grom que posee un radio de movimiento escaso. Con el envío de los nuevos BMP-2 al frente este problema fue solventado.

### Medio Oriente
El BMP-1 tuvo su bautismo de fuego en la guerra de Yom Kipur en 1973, siendo utilizado por las fuerzas terrestres de Siria y Egipto. Ambos países adquirieron de la URSS el nuevo y novedoso vehículo; Siria compró aproximadamente 160 unidades, mientras que Egipto unas 230. Los egipcios aprovecharon la capacidad anfibia del BMP-1 para cruzar el Canal de Suez. 
Una vez en combate el BMP mostró tanto sus virtudes como sus defectos. Por un lado, su ligereza, versatilidad y velocidad sorprendieron a los israelíes. Por otro, sus usuarios se encontraron con un vehículo al cual los rusos habían exagerado sobre sus prestaciones; resultaba casi imposible introducir los teóricos 8 soldados en el compartimiento trasero, teniendo que reducir la cifra a 6. El blindaje era más vulnerable de lo esperado y podía ser traspasado con ametralladoras pesadas en ciertos puntos. Respecto al armamento, el cañón Grom tenía un alcance efectivo de solamente 500 metros, que contrastaban con los 800 que afirmaban los rusos, y el misil AT-4 tenía un porcentaje de aciertos demasiado bajo. En total Israel logró neutralizar cerca de 100 BMP-1 enemigos, aunque de esta cifra conviene extraer que el uso que se les dio no fue el más correcto, y como viene siendo habitual, estos ejércitos no contaban con tropas entrenadas a un nivel suficiente como para sacar el máximo partido de estos vehículos.

### Irak

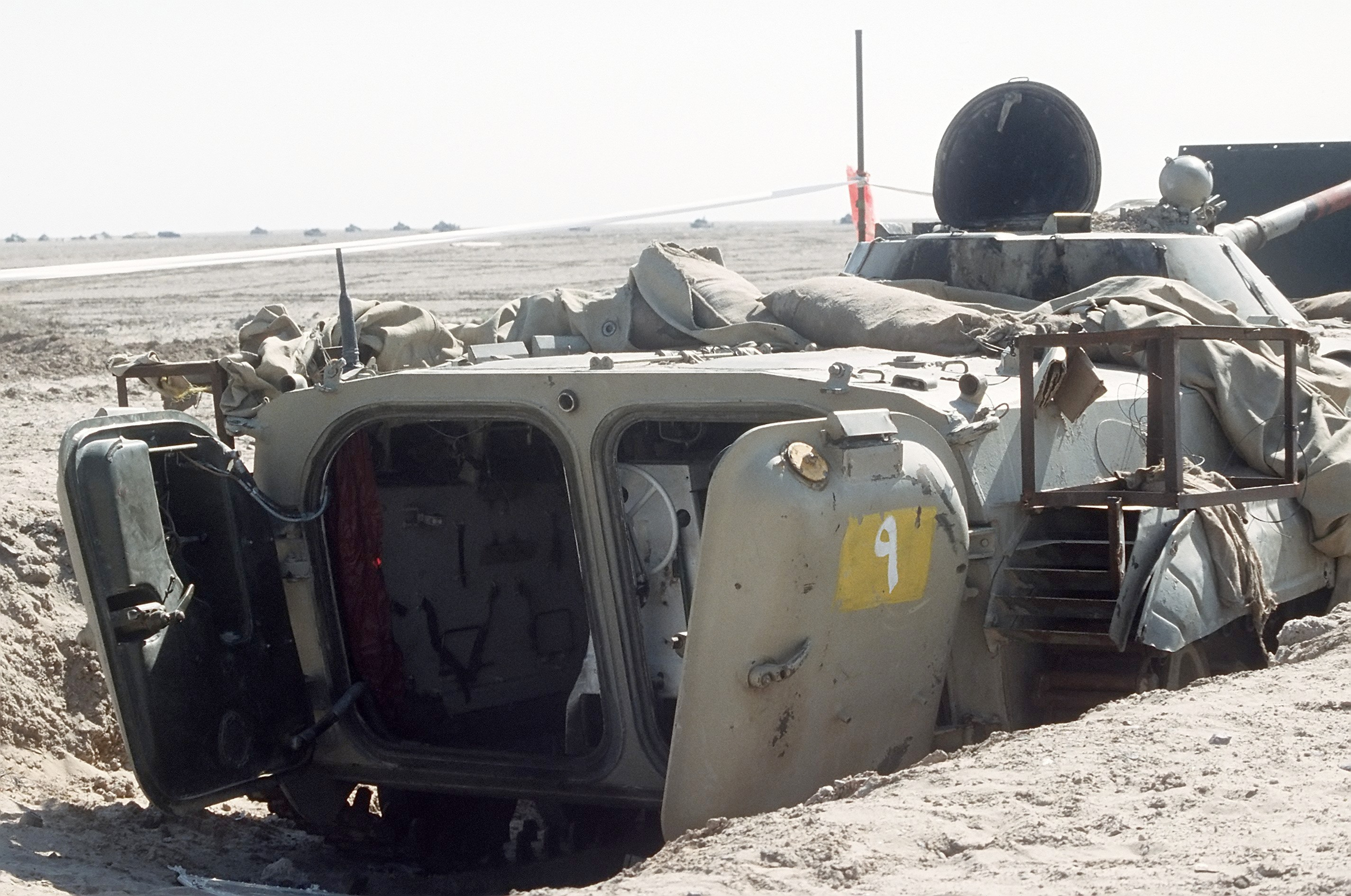
BMP-1 de la Guardia Republicana Iraquí dañado durante la Operación Tormenta del Desierto.

También participó en la guerra entre Irán e Irak, en donde fue utilizado por ambos bandos, y en la guerra del Golfo y la Invasión de Irak de 2003, pero en estos últimos dos conflictos el vehículo, empleado por el ejército de Saddam Hussein, sufrió enormes bajas, ya que nada pudo hacer frente a la superioridad de los blindados estadounidenses M1 Abrams, y menos contra los ataques aéreos de los AH-64 Apache y A-10 Thunderbolt II.

### Siria
El BMP-1 ha sido ampliamente utilizado por todas las facciones que luchan en la guerra civil siria debido a la gran cantidad de existencias.

### Guerras en las que participó
- 1973 Guerra de Yom Kippur
- 1975-2000 Guerra civil de Angola
- 1979-1988 Guerra de Afganistán
- 1979-1990 Revolución Sandinista
- 1980-1988 Guerra entre Irán e Irak
- 1990-1991 Guerra del Golfo
- 1991-2001 Guerras yugoslavas
- 1994-1996 Primera guerra chechena
- 1999-2009 Segunda guerra chechena
- 2001-2014 Guerra en Afganistán de 2001
- 2003-2011 Invasión de Irak de 2003 y guerra de Irak
- 2011-presente Guerra civil siria
- 2022-presente Invasión rusa de Ucrania de 2022[7]

### Desarrollos relacionados
- BMD-1 - familia relacionada de vehículos de combate aéreos soviéticos (URSS)
- BMP-2 (URSS)
- BMP-3 (URSS)

### Vehículos comparables
- MLI-84: un VCI rumano basado en un chasis BMP modificado
- BMP-23
- Marder (VCI), (alemán)
- Lazika, (Georgia)
- M2 Bradley (Estados Unidos)
- CV-90 (Suecia)
- ASCOD (Austria y España)
- FV510 Warrior (Reino Unido)
- BVP M80 IFV (Yugoslavia)